# Hiroki Akiyama
Hiroki Akiyama (秋山 裕紀?, Akiyama Hiroki; Gunma, 9 dicembre 2000) è un calciatore giapponese, centrocampista del Darmstadt, in prestito dall'Albirex Niigata.